# پیترو قدین
پیترو قدین (انگلیسی: Pietro Ghedin؛ زادهٔ ۲۱ نوامبر ۱۹۵۲) بازیکن فوتبال اهل ایتالیا است.
وی همچنین برندهٔ جوایزی همچون نشان شایستگی جمهوری ایتالیا شده‌است.
از باشگاه‌هایی که در آن بازی کرده‌است می‌توان به باشگاه ورزشی لاتزیو، باشگاه فوتبال فیورنتینا، باشگاه فوتبال ونتزیا، باشگاه فوتبال کاتانیا، باشگاه فوتبال پیستویزه، باشگاه فوتبال روبور سیه‌نا، و باشگاه فوتبال دلفینو پسکارا اشاره کرد.